# Satchelliella kandavanica
Satchelliella kandavanica är en tvåvingeart som beskrevs av Jezek 1990. Satchelliella kandavanica ingår i släktet Satchelliella och familjen fjärilsmyggor.
Artens utbredningsområde är Iran. Inga underarter finns listade i Catalogue of Life.